# 6062 Веспа
6062 Веспа (6062 Vespa) — астероїд головного поясу, відкритий 6 травня 1983 року.
Тіссеранів параметр щодо Юпітера — 3,169.